# Franz Weissmann

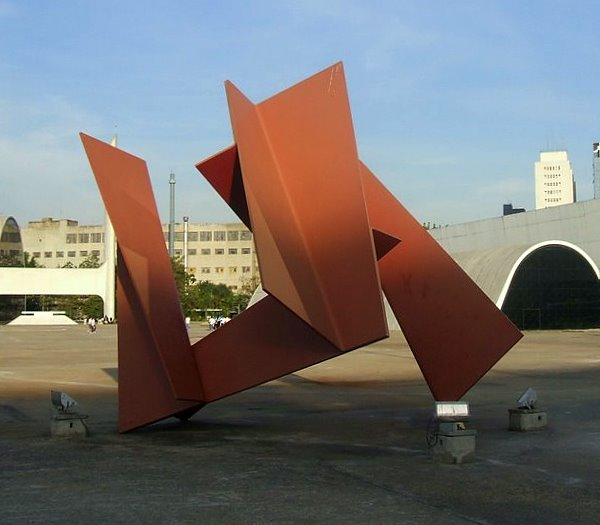
Grande Flor Tropical (1989) - Memorial da América Latina - SP

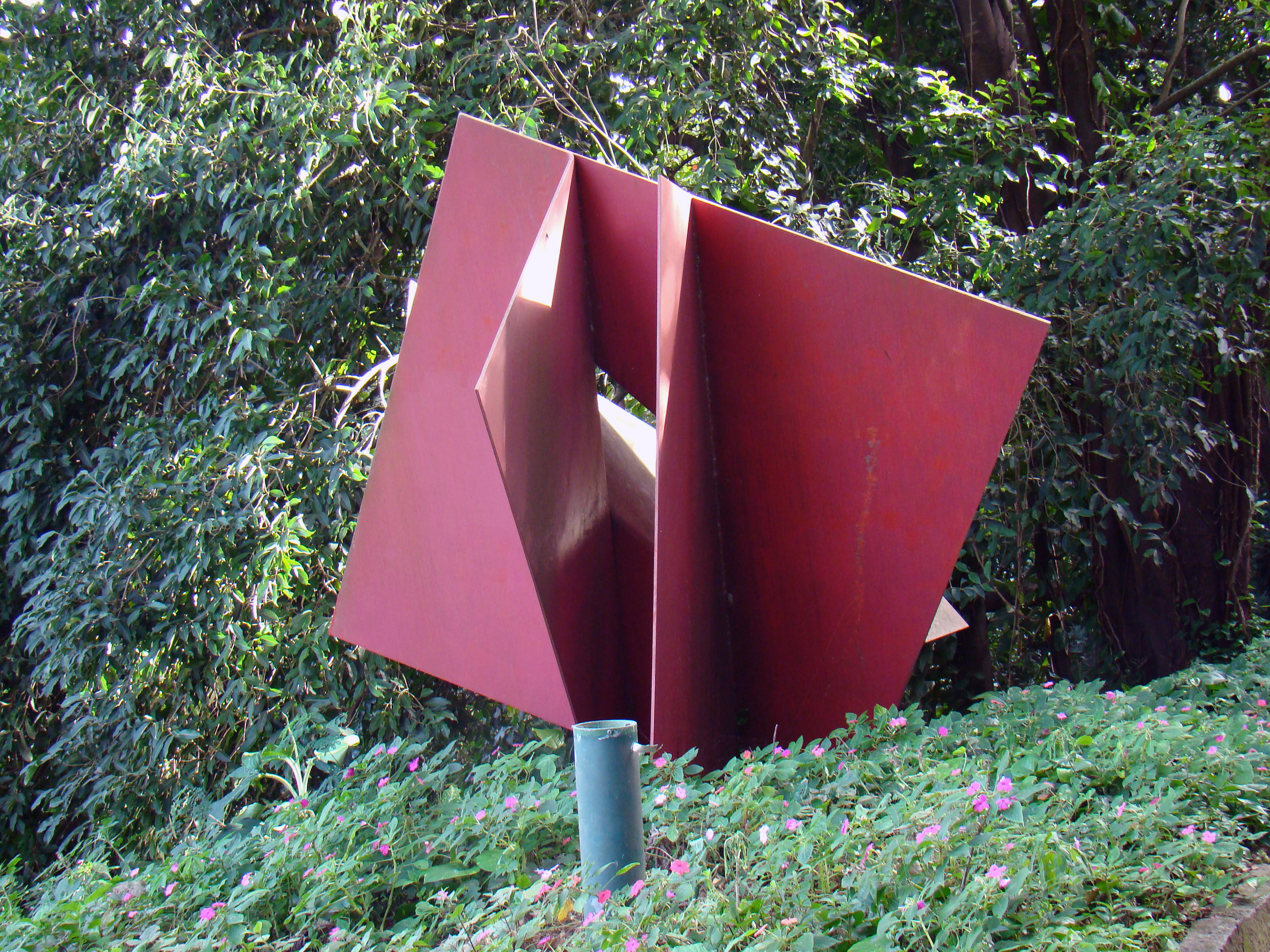
Estrutura em Diagonal (1978) - Parque da Catacumba - Rio de Janeiro

Franz Josef Weissmann (Knittelfeld, Áustria, 15 de setembro de 1911 — Rio de Janeiro, 18 de julho de 2005) foi um escultor brasileiro nascido na Áustria, emigrou para o Brasil com onze anos de idade. É uma das principais referências brasileiras na escultura.

## Biografia
Filho de asquenazes austríacos, sendo seu irmão, Fritz Weissman, o fundador da encarroçadora de ônibus Ciferal, Franz Josef Weissmann veio para o Brasil em 1921. No Rio de Janeiro, entre 1939 e 1941, frequentou cursos de arquitetura, escultura, pintura e desenho na Escola Nacional de Belas Artes (Enba). De 1942 a 1944, estudou desenho, escultura, modelagem e fundição com August Zamoyski (1893-1970). Em 1945, transfere-se para Belo Horizonte, onde ministra aulas particulares de desenho e escultura. Três anos depois, Guignard (1896-1962) convida-o a lecionar escultura na Escola do Parque, que mais tarde recebe o nome de Escola Guignard. Inicialmente, desenvolve uma obra pautada no figurativismo.
A partir da década de 1950, gradualmente elabora um trabalho de cunho construtivista, com valorização das formas geométricas, submetendo-as a recortes e dobraduras, utilizando chapas de ferro, fios de aço, alumínio em verga ou folha. Integra o Grupo Frente, em 1955. No ano seguinte, volta a residir no Rio de Janeiro e participa da Exposição Nacional de Arte Concreta, em 1957. É um dos fundadores do Grupo Neoconcreto, em 1959. Nesse ano viaja para a Europa e o Extremo Oriente, retornando ao Brasil em 1965.
Na década de 1960, expõe a série Amassados, elaborada na Europa com chapas de zinco ou alumínio trabalhadas a martelo, porrete e instrumentos cortantes, alinhando-se temporariamente ao informalismo. Posteriormente volta a aproximar-se das vertentes construtivas. Nos anos de 1970 recebe o prêmio de melhor escultor da Associação Paulista de Críticos de Arte (APCA), participou da Bienal Internacional de Escultura ao Ar Livre, em Antuérpia, Bélgica, e da Bienal de Veneza. Realiza esculturas monumentais para espaços públicos de diversas cidades brasileiras, como na Praça da Sé, em São Paulo e no Parque da Catacumba, no Rio de Janeiro.

### Família
O irmão de Franz, Fritz Weissmann, que veio ao Brasil junto com ele quando novo, fundou a empresa de ônibus Ciferal no Rio de Janeiro.

## Estilo
Figuras geométricas, como cubos e quadrados, são fortemente trabalhados em suas obras.
Seus trabalhos são identificados por formas ou fases: Fios, Cubo, Neoconcretas, Janelas, Construções, Diagonais, Planos.
Manteve atelier nas cidade de Belo Horizonte (1950); Madri, Espanha (1962) e Ipanema, Rio de Janeiro (1956 e 1965).

## Exposições individuais
- 1962 Galeria São Jorge - Madri, Espanha
- 1963 Casa do Brasil - Roma, Itália
- 1964 Weissmann: chapas/dibujos' - Sala Nebli - Madri, Espanha
- 1972 Galeria Grupo B -Rio de Janeiro
- 1975 Franz Weissmann: esculturas, relevos e múltiplos' - Galeria de Arte Global -São Paulo
- 1975 Petite Galerie - Rio de Janeiro

- 1981 A Mecânica do Lirismo - Skultura Galeria de Arte - São Paulo
- 1981 Franz Weissmann - Galeria IAB/RJ - Rio de Janeiro
- 1981 Galerie Aktuell - Rio de Janeiro

- 1984 A Mecânica do Lirismo - Galeria Paulo Klabin - Rio de Janeiro
- 1985 Franz Weissmann: esculturas recentes - Galeria Thomas Cohn
- 1985 Gabinete de Arte Raquel Arnaud - São Paulo

- 1987 Franz Weissmann - Gesto Gráfico - Belo Horizonte
- 1987 Franz Weissmann - Gabinete de Arte Raquel Arnaud - São Paulo
- 1987 Franz Weissmann - Galeria Investiarte - Rio de Janeiro
- 1994 Franz Weissmann - Gabinete de Arte Raquel Arnaud - São Paulo
- 1996 MuBe - São Paulo
- 1998 Franz Weissmann: uma retrospectiva - CCBB e MAM/RJ
- 1999 Franz Weissmann: uma retrospectiva - MAM/SP
- 2000 Weissmann - Galeria Anna Maria Niemeyer RJ
- 2001 Weissmann - Casa França Brasil - RJ
- 2003 No Fio do Espaço - Galeria Anna Maria Niemeyer RJ